# On a grèvé
Pour plus de détails, voir Fiche technique et Distribution.
On a grèvé est un  documentaire français réalisé par Denis Gheerbrant, sorti en 2014.

## Synopsis
Les femmes de chambre employées par des sociétés sous-traitantes de deux hôtels : « Première classe » et « Campanile » du groupe Louvre Hôtels sont en grève. Aidées par la CGT et la CNT, elles parviennent à obtenir satisfaction sur une grande partie de leurs revendications.

## Fiche technique
- Titre : On a grèvé
- Réalisation : Denis Gheerbrant
- Photographie : Denis Gheerbrant
- Son : Denis Gheerbrant
- Montage : Denis Gheerbrant
- Production : Les Films d’ici
- Pays d'origine :  France
- Genre : documentaire
- Durée : 70 minutes
- Date de sortie : 10 septembre 2014

## Sélections
- 2014 : Festival Cinéma du réel (compétition française)[2]
- 2015 : Festival Résistances de Foix (thématique « La rue est à nous »)[3]